# Here and Now (Kenny Chesney)
Here and Now è il diciannovesimo album in studio del cantante statunitense Kenny Chesney, pubblicato nel 2020.

## Tracce
1. We Do – 3:26 (Kenny Chesney, Craig Wiseman, David Garcia, Scooter Carusoe)
2. Here and Now – 2:52 (Wiseman, Garcia, David Lee Murphy)
3. Everyone She Knows – 3:25 (Josh Osborne, Ross Copperman, Shane McAnally)
4. Wasted – 3:49 (Bobby Hamrick, Murphy, James T. Slater)
5. Knowing You – 3:46 (Adam James, Brett James, Kat Higgins)
6. Heartbreakers – 3:17 (J. T. Harding, Osborne, Zach Crowell)
7. Someone to Fix – 3:32 (Jon Nite, Carusoe)
8. Happy Does – 2:49 (Brad Clawson, Brock Berryhill, Greylan James, Jamie Paulin)
9. Tip of My Tongue – 3:20 (Chesney, Ed Sheeran, Copperman)
10. You Don’t Get To – 3:37 (Barry Dean, Dustin Christensen, Josh Kerr)
11. Beautiful World – 3:11 (Murphy, Tom Douglas, Tony Lane)
12. Guys Named Captain – 4:03 (Slater)